# Pingyao
Pingyao (平遥县; Píngyáo xiàn) är ett härad och en muromgärdad stad  i Shanxiprovinsen i Kina. Pingyao ligger 80 km söder om Taiyuan vid Fenflodens östra strand och lyder under stadsprefekturen Jinzhong. Pingyao är känt för sin stadsmur och sin välbevarade historiska stadskärna från Ming- och Qingdynastin. Pingyao har även varit Kinas finansiella centrum.
Sedan 1997 är Pingyaos historiska stad tillsammans med Shuanglintemplet och Zhenguotemplet listade av Unesco som kulturellt världsarv.
Pingyaos folkmängd (2010) var 502 712, varav 48% kvinnor. Barn under 15 år utgör 19,0 %, vuxna 15-64 år 71 %, och äldre över 65 år 8,0 %.

## Historia
Pingyao kallas även Gutao efter dess historiska namn Tao (陶) som av historikerna senare fick tillägget Gu (古).
Enligt Shi Jing beordrade Västra Zhoudynastins kung Xuan år 823 f.Kr. att en stadsmur skulle uppföras som skydd mot Xianyun (föregångare till Xiongnu). Under Vår- och höstperioden ( 770–481 f.Kr.) tillhörde Pingyao feodalstaten Jin. Efter att Jin delats tillhörde Pingyao under tiden för De stridande staterna (403–221 f.Kr.) staten Zhao. Under Handynastin (206 f.Kr.–220) etablerades Pingyao som ett härad.
Pingyaos stadsmur expanderades väster ut till dagens utförande 1370 under inledningen av Mingdynastin då försvaret av alla städer och även kinesiska muren stärktes. Efter mongolernas anfall 1542 led Pingyao stor skada vilket ledde till en reparation och ombyggnad av stadsmuren 1563. Inför kejsar Kangxis inspektionsresa uppfördes år 1703 höga torn över stadsportarna för att välkomna kejsaren.
Från 1600-talet fram till 1800-talet utvecklades Pingyao till Kinas, och framför allt Qingdynastins finansiella centrum.

## Stadsmuren
Pingyao är tillsammans med Xi'an, Jingzhou och Xingcheng de enda städerna i Kina som har en komplett bevarad stadsmur.
Innan stadsmuren 1370 expanderades till dagens  utförande tros den äldre västra stadsmuren ha legat ungefär 200 m innanför daggens västra mur längs gatan Zhanmadao (站马道街).
Stadsmuren är ungefär kvadratisk där varje sida är tre Li lång (ca 1500 m) vilket ger en omkrets på ungefär sex kilometer. Stadsmuren är 12 m hög, har 3 000 bröstvärn och 72 utsiktsbastioner med torn. Muren har sex stadsportar. Norra och södra muren har en port vardera och östra och västra murarna har två, vilket ger staden utseendet av en sköldpadda. Den södra porten symboliserar sköldpaddans huvud, de östra och västra portarna är dess ben, och den norra porten symboliserar svansen. Den norra, västra och östra muren är rak, medan den södra muren följer Zhongduflodens krökta kontur som utgör en naturlig vallgrav.

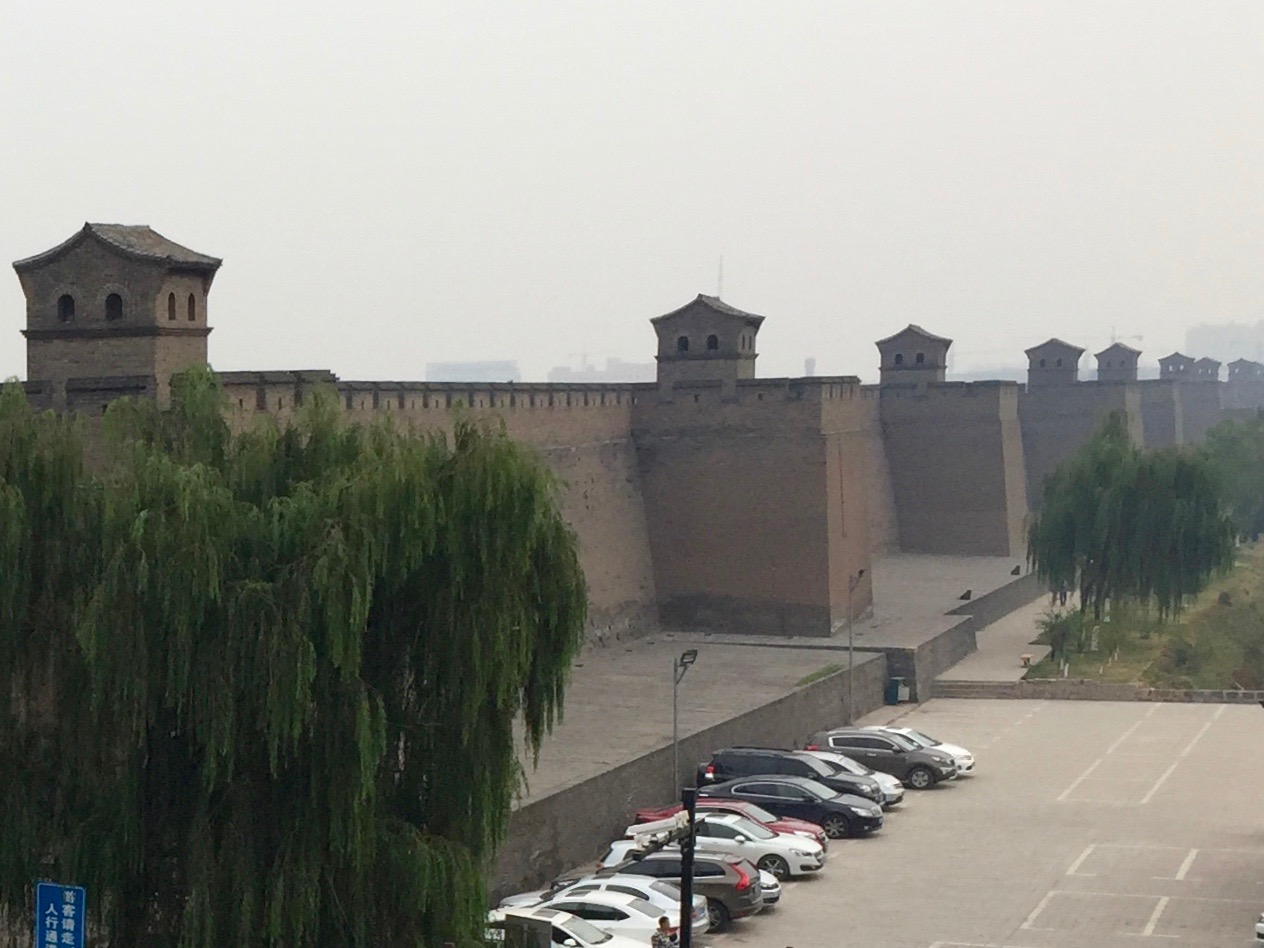
Västra sidan av stadsmuren.
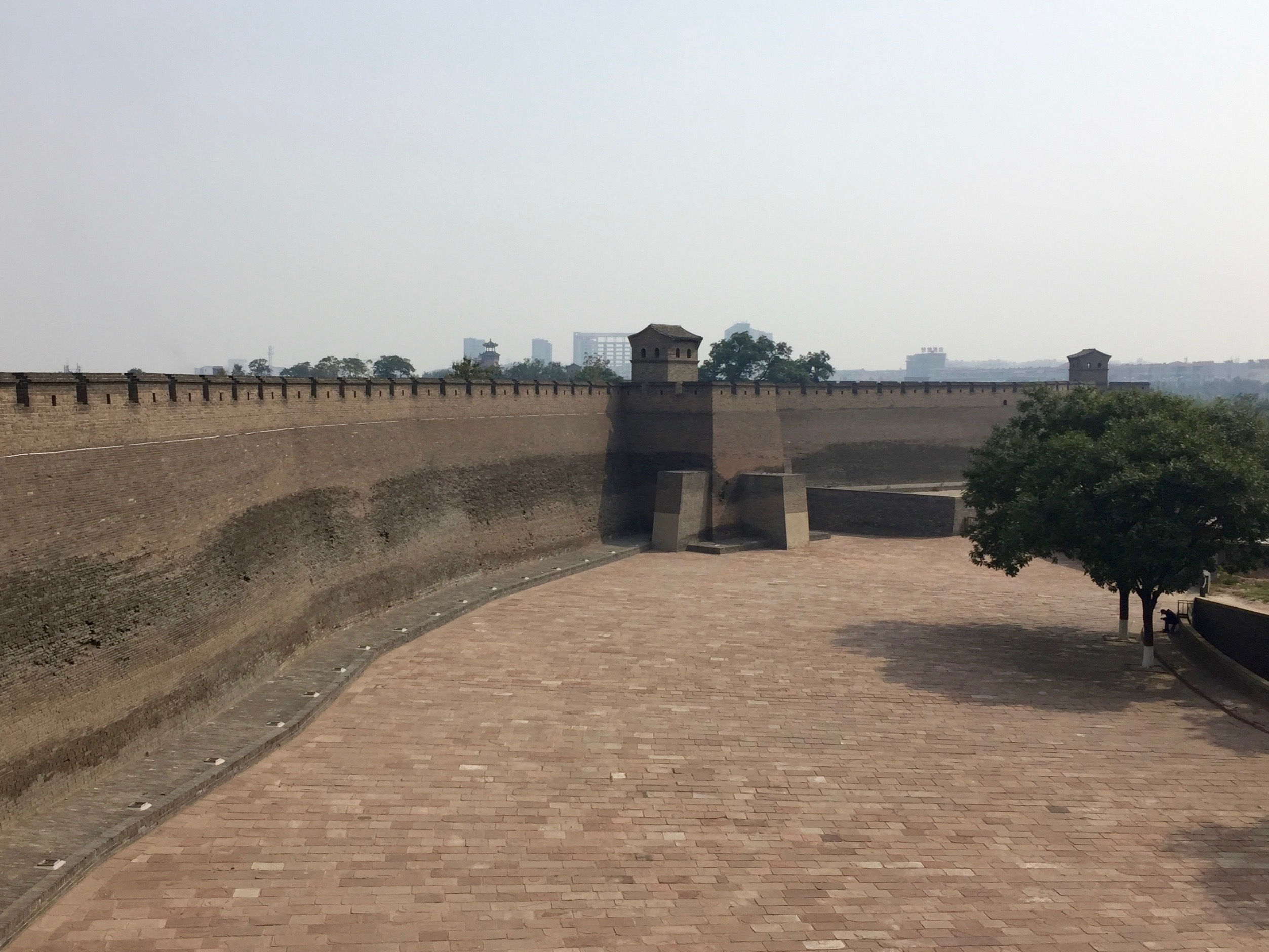
Södra sidan av stadsmuren.
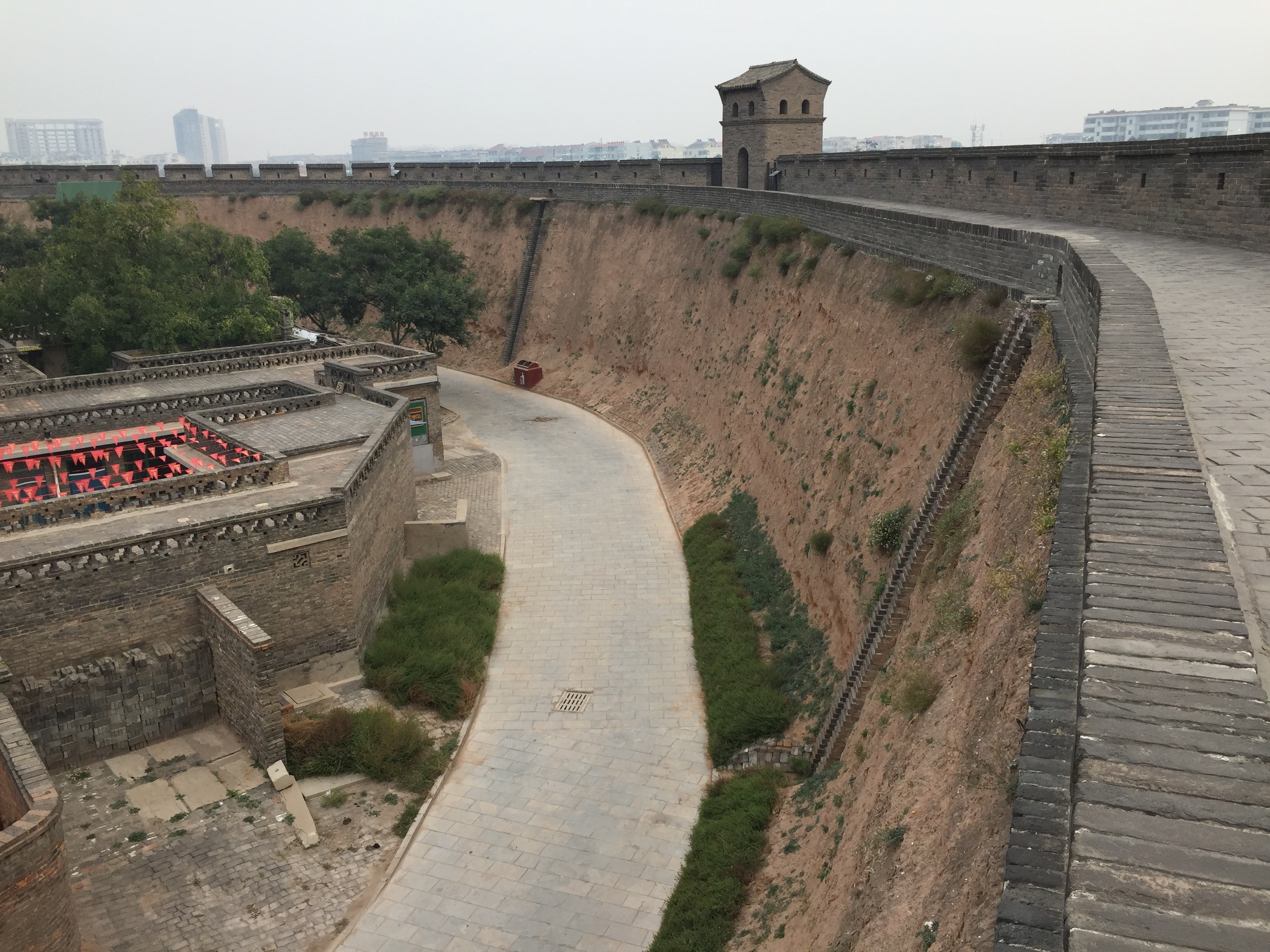
Insidan av den södra delen av stadsmuren.
Yinxin-porten (södra porten) i stadsmuren.

## Landmärken
Pingyaos historiska stadskärnas mittpunkt är det 18,5 m höga Stadstornet (市楼) som står centrerad över den norra delen av Södra gatan (南大街). Utanför den historiska regeringsbyggnaden (县衙) står även Tingyutornet (听雨楼) centrerat över gatan. På Västra gatan (西大街) finns Ri Sheng Chang (日升昌), som var Kinas första bank och öppnade 1823. I Pingyaos historiska stadsdelar finns även en lång rad buddhistiska, daoistiska och konfucianistiska tempel såsom Shuanglintemplet, Zhenguotemplet, Stadsgudstemplet och Konfuciustemplet.

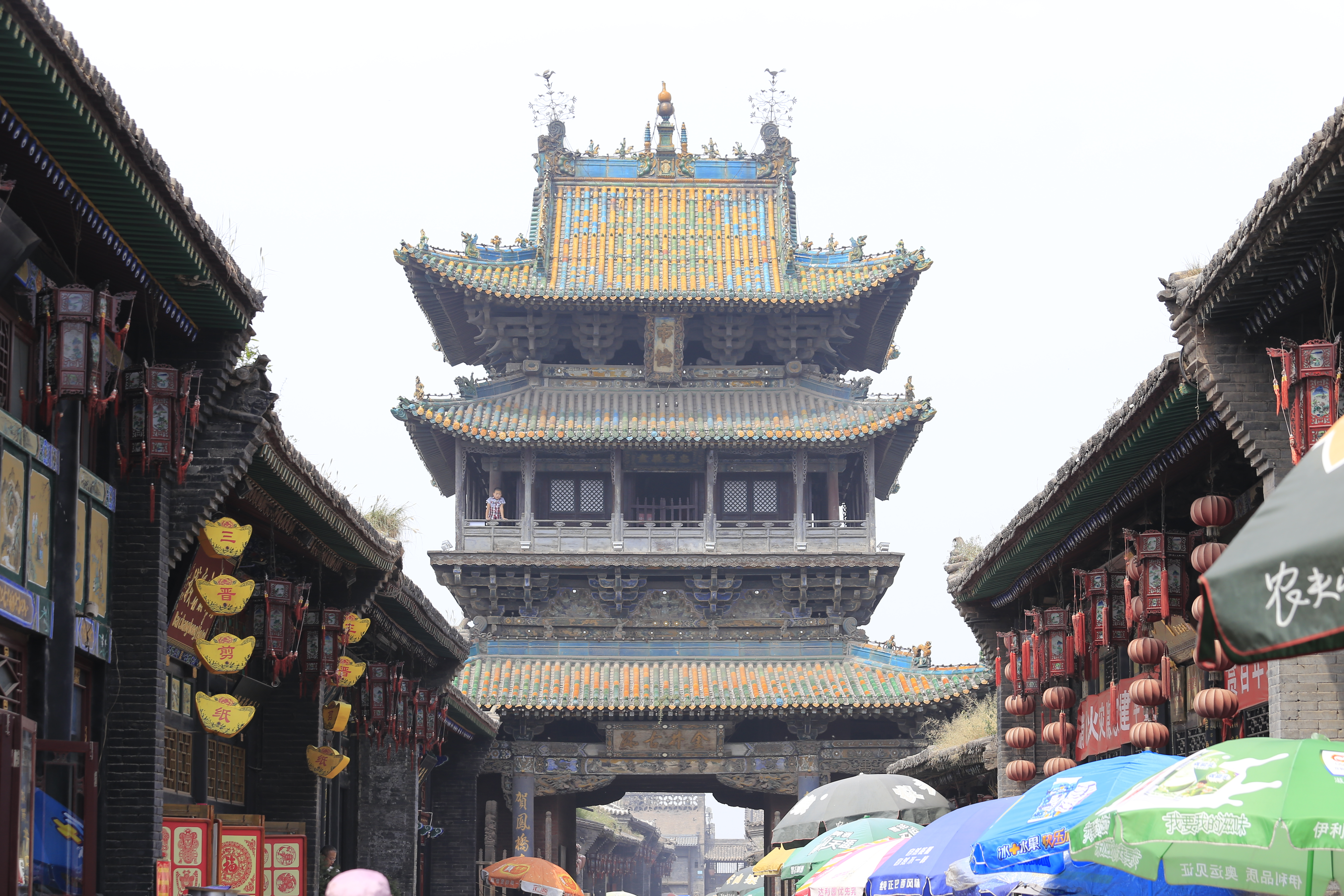
Stadstornet (市楼)
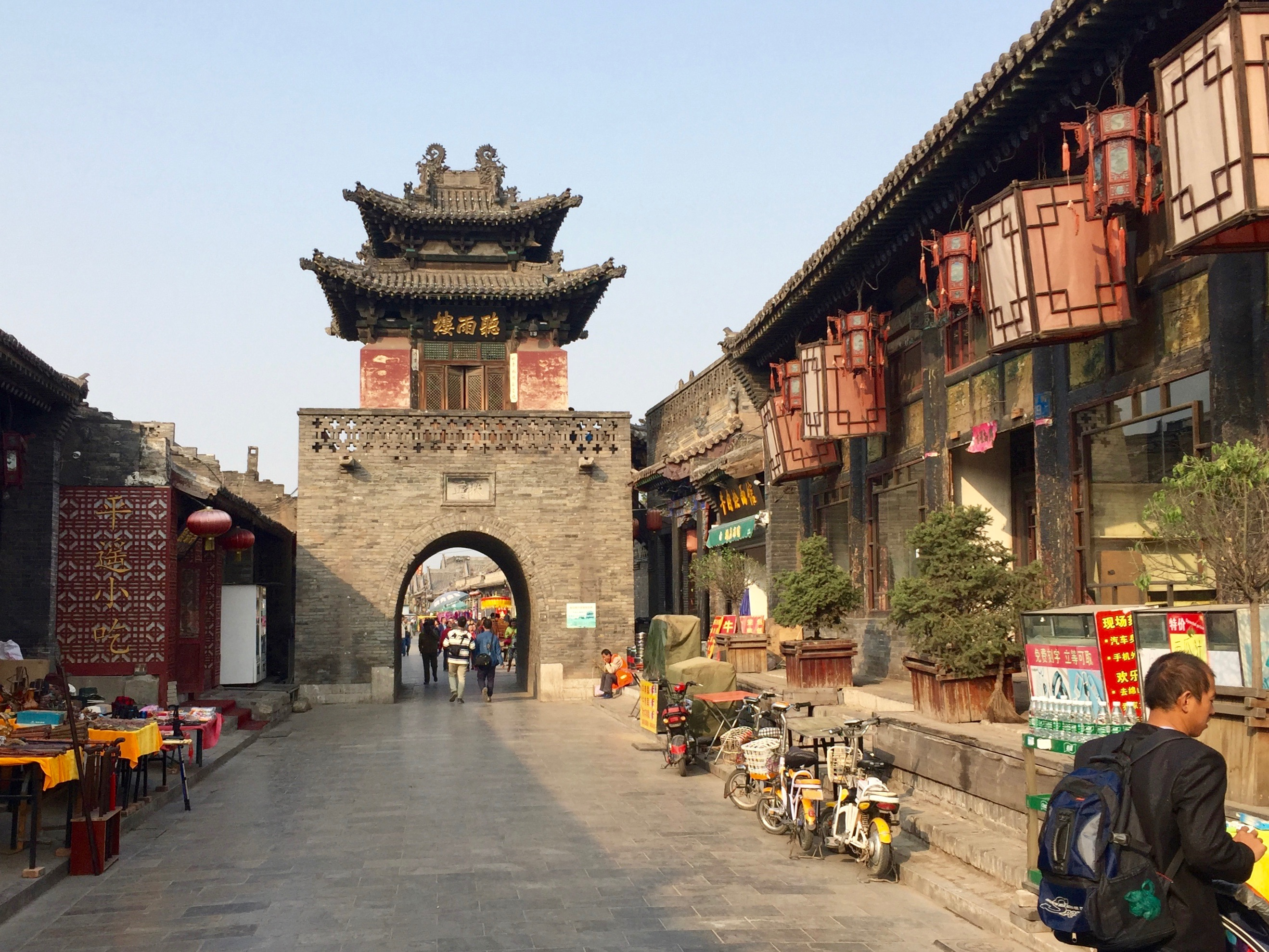
Tingyutornet (听雨楼) utanför historiska regeringsbyggnaden.
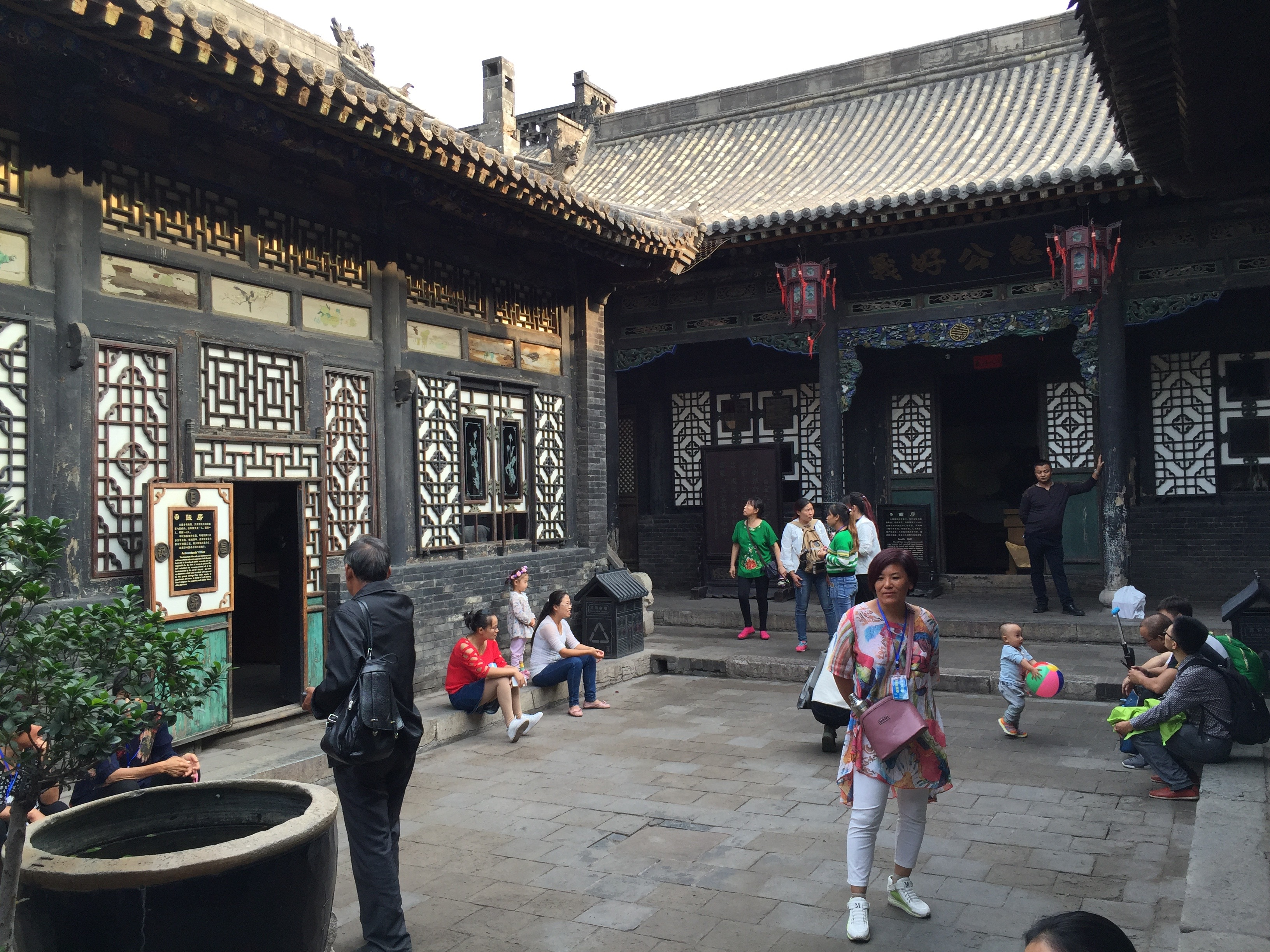
Ri Sheng Chang, som är Kinas första bank.
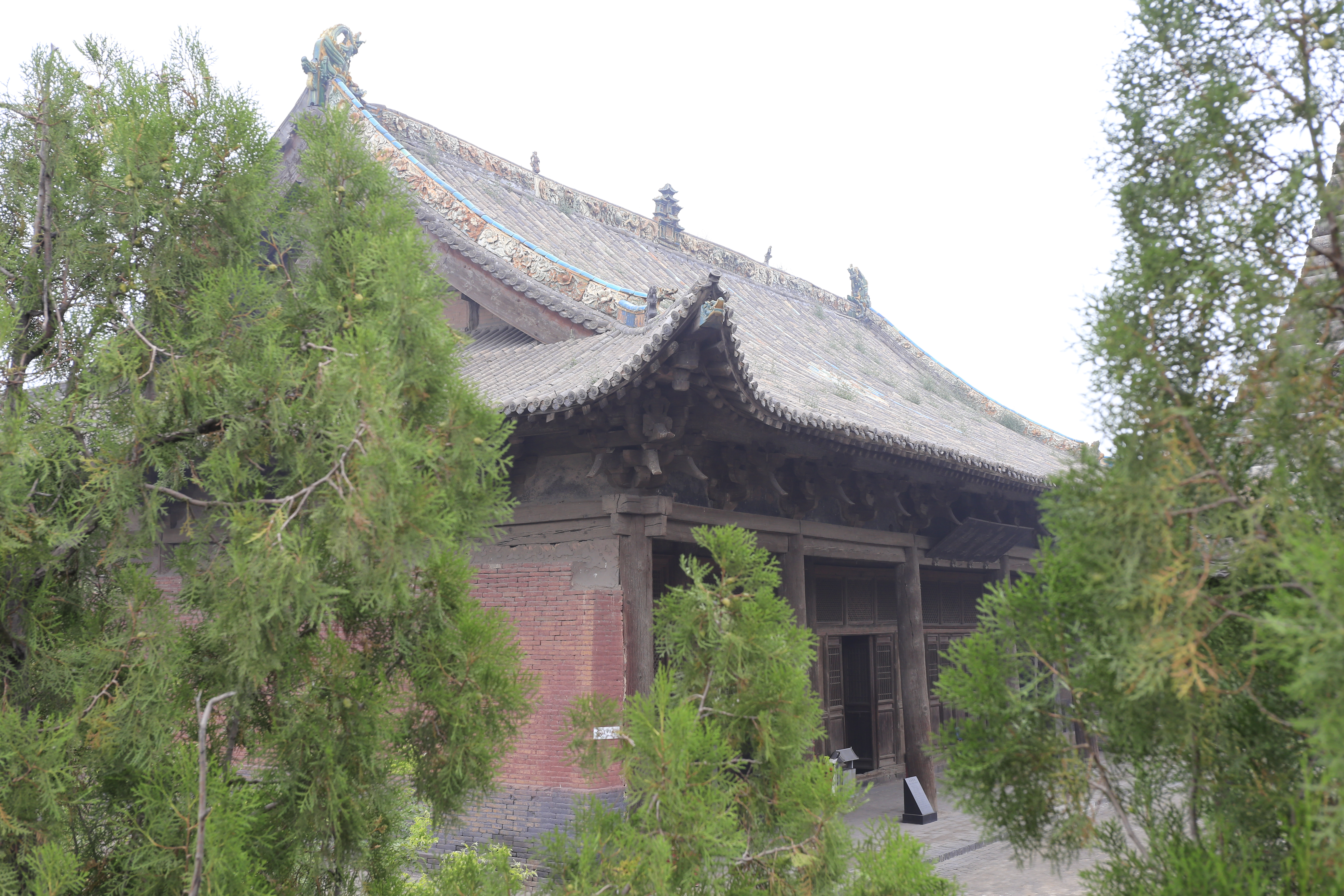
Det buddhistiska Shuanglintemplet i Pingyao.
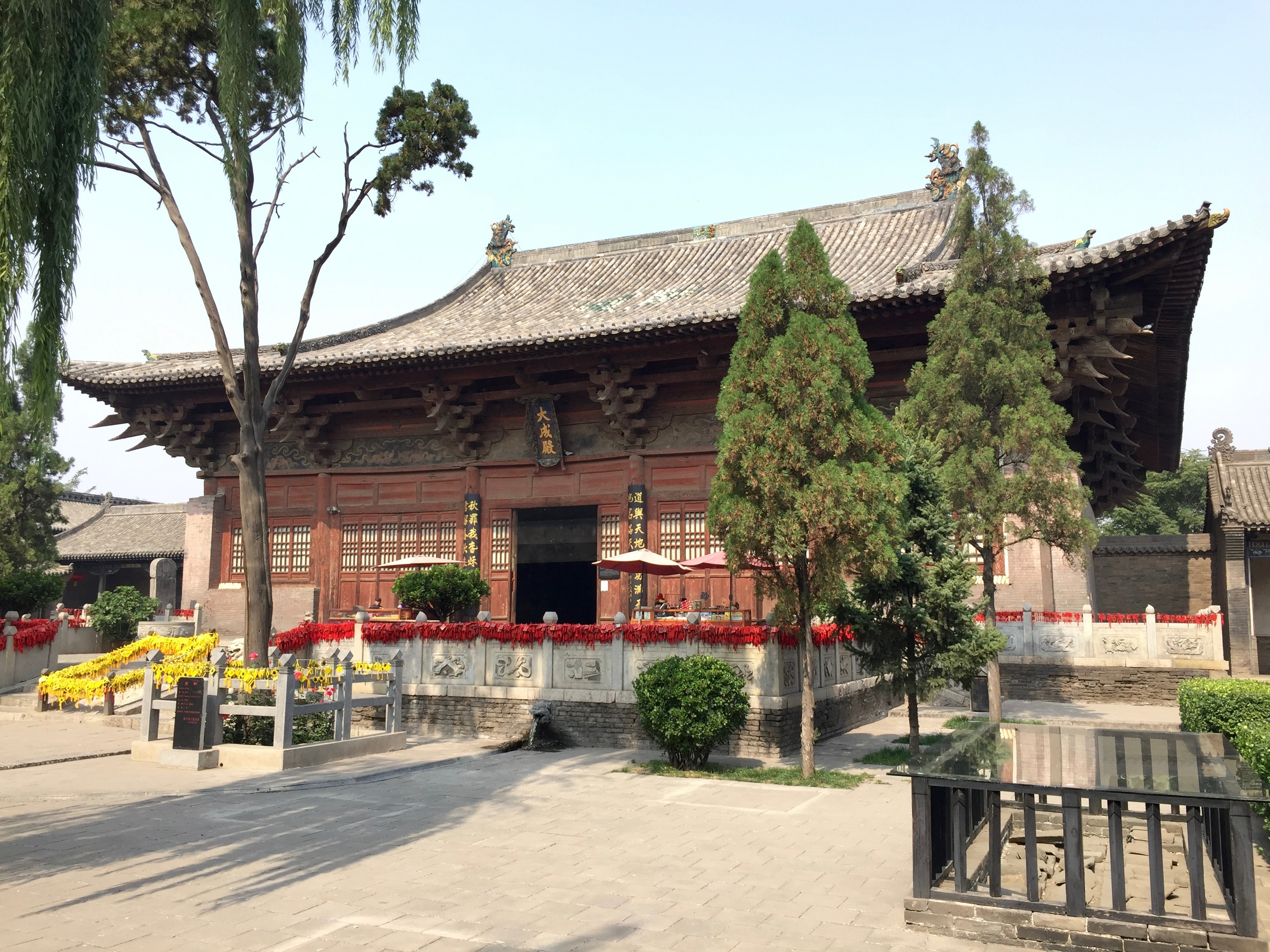
Konfuciustemplet i Pingyao.

## Klimat
Årsmedeltemperaturen i trakten är 10 °C. Den varmaste månaden är juli, då medeltemperaturen är 22 °C, och den kallaste är januari, med −5 °C. Genomsnittlig årsnederbörd är 670 millimeter. Den regnigaste månaden är juli, med i genomsnitt 234 mm nederbörd, och den torraste är december, med 3 mm nederbörd.